# Skokomish
Skokomish – jednostka osadnicza w Stanach Zjednoczonych, w stanie Waszyngton, w hrabstwie Mason.